# José Durbán Orozco
José Durbán Orozco (Salamanca, 1865-Almería, 1921) fue un escritor español.

## Biografía
Si bien alguna fuente le hace natural de un pueblo de la provincia de Almería, donde, en palabras de Cejador y Frauca, «vivió retirado y oscuro», habría nacido el 24 de diciembre de 1865 en Salamanca. Descrito como un «poeta elegiaco y sombrío, triste y descorazonado, bien que con algunas tonalidades de crepúsculo otoñal acaricia suavemente el alma», «manejó bien los ritmos y empleó dicción castiza, sin extravagancias modernistas». Entre sus publicaciones se encontraron títulos como Afanes eternos (Madrid, 1892), Tardes grises (Almería, 1900) y La sombra (poema, Almería, 1903). Falleció el 31 de enero de 1921 en Almería.